# UGC 4305
UGC 4305 = Arp 268, nach ihrem Entdecker auch als Holmberg II bezeichnet, ist eine Zwerggalaxie im Sternbild Großer Bär, die etwa 11 Millionen Lichtjahre von der Milchstraße entfernt ist. Halton Arp gliederte seinen Katalog ungewöhnlicher Galaxien nach rein morphologischen Kriterien in Gruppen. Diese Galaxie gehört zu der Klasse Galaxien mit unregelmäßigen Klumpen.
In UGC 4305 soll sich nach neuesten Untersuchungen ein mittelschweres Schwarzes Loch befinden. 
Die Galaxie UGC 4305 wurde in den 1950er Jahren vom schwedischen Astronomen Erik Bertil Holmberg entdeckt.